# Nikola Ilanković
Nikola Ilanković je srpski neuropsihijatar, klinički neurofiziolog i epileptolog. Dana 1. septembra 2012. godine izabran za Počasnog građanina grada Subotice. Član Udruženja književnika Srbije.

## Obrazovanje
Gimnaziju završio u rodnom gradu kao nosilac diplome Vuk Karadžić.
Diplomirao na Medicinskom Fakultetu u Beogradu 5. februara 1973. sa prosečnom ocenom 9.58. U toku studija na Medicinskom fakultetu u toku tri školske godine bio demonstrator na predmetu Fiziologija.
Specijalizaciju neuropsihijatrije završio 1979. godine i položio specijalistički ispit u junu 1979. godine sa odličnim uspehom pred komisijom u sastavu Prof.dr Maksim Sternic, Prof.dr Dimitrije Milovanović i Prof.dr Jakov Smodlaka.
Subspecijalizaciju iz kliničke neurofiziologija sa epileptologijom obavio na Neuropsihijatrijskoj klinici u Beogradu (mentori Prof.dr Jakov Smodlaka i Akademik Prof.dr Ljubisav Rakić), a iz Hipnologije u Centru za hronomedicinu Univerziteta Ludwig Maximillian u Wuerzburgu, Nemačka (mentor Doc.dr Uroš Jovanović).
Doktorirao na Medicinskom fakultetu u Beogradu 1983. god. na temu: "Elektrofiziološki profil spavanja kod depresivnih bolesnika" (mentor Akademik Prof.dr Veselinka Sušić).

## Stručna karijera
Na Univerzitetskoj Neuropsihijatrijskoj klinici u Beogradu odnosno Institutu za psihijatriju KCS, radio od 1973. do 2013. godine na mestu Načelnika Odeljenja za organske mentalne bolesti i Šefa Odseka za psihofiziologiju i poremećaje spavanja. Kao spoljnji saradnik bio angažovan u Zavodu za psihofiziološke i govorne poremećaje, u Institutu za eksperimentalnu fonetiku i patologiju govora i u Centru za zdravo potomstvo.
Od 2014. godine je stalni klinički konsultant iz Neurologije, Psihijatrije, Epileptologije i Hipnologije u privatnoj Bolnici MEDIGROUP u Beogradu.
Redovni profesor na Katedri psihijatrije Medicinskog fakulteta Univerziteta u Beogradu i predavač na poslediplomskim kursevima iz Kliničke neurofiziologije sa epileptologijom, Biološke psihijatrije, Sudske psihijatrije, Socijalne psihijatrije, Bolesti zavisnosti i Psihoterapije. Stalni predavač na specijalizaciji iz Urgentne medicine, na poslediplomskim studijama iz Klinički primenjene anatomije i na doktorskim studijama iz oblasti Neuronauka na Medicinskom fakultetu u Beogradu.
Inicijator uvođenja uže specijalizacije (subspecijalizacije) iz Neuropsihijatrije u saradnji sa Akademikom Prof.dr Vladimirom Kostićem.
Stalni edukator i član ispitne komisije za užu specijalizaciju iz Kliničke neurofiziologije i epileptologije na Medicinskom fakultetu u Beogradu. Najstariji Član Konzilijuma za prehiruršku evaluaciju epilepsije na Institutu za neurologiju KCS. Bio predsednik ispitne komisije za specijalizaciju iz Kliničke psihologije.
Preko 30 godina interklinički konsultant iz oblasti Neuropsihijatrije, Psihijatrije, Psihosomatike, Neuroendokrinologije, Neuroimidžinga, EEG-a, Epileptologije na klinikama Kliničkog centra Srbije.
Ekspert u oblasti psihoterapije i psihofarmakoterapije psihosomatskih poremećaja i poremećaja spavanja.
Profesor Fiziologije, Neurologije, Psihijatrije, kao i Bioloških osnova ponašanja, na Visokoj medicinskoj skoli strukovnih studija "Milutin Milanković" u Beogradu.
Profesor po pozivu na doktorskim studijama na Mašinskom fakultetu u Beogradu na odseku za Neuroinžinjering.
Član Sudsko-psihijatrijskog odbora Medicinskog fakulteta u Beogradu i ovlašćeni sudski veštak za oblast neuropsihijatrije i epileptologije.
Član Naučnog veća Medicinskog fakulteta u Beogradu.
Autor nove dijagnostičko-terapijsko-rehabilitacijske strategije u neuropsihijatriji pod nazivom “Restaurativna psihijatrija”.
Autor teorije o elektromagnetnoj prirodi spavanja i funkciji spavanja kao procesa zaštite mozga od kritičnog rashlađenja i pregrevanja,  zatim originalnih kliničko-neurofizioloških modela poremećaja spavanja i svesti kod mentalnih bolesti, kao i hipoteza o novim funkcijama REM i NREM spavanja (uloga spavanja i sanjanja u neuralnoj “intra-net” i “inter-net” komunikaciji) i ulozi spavanja u održanju kontinuiteta respiracije.
Koautor neurorehabilitacijske metode “VILAN” (autor V. Ilanković). – PATENT zaštićen u Zavodu za intelektualnu svojinu Republike Srbije.
Autor i koautor preko 150 stručnih i naučnih radova, 6 autorskih naučno-istraživačkih monografija, koautor 3 udžbenika i autor poglavlja u 11 monografija.
Bio rukovodilac i učesnik u više domaćih i međunarodnih naučnih projekata, a sada učesnik u dva projekta kod Republičkog ministarstva za nauku u saradnji sa Prof. Đurom Korugom odnosno Prof. Branislavom Filipovićem.
Autorske monografije Prof. Ilankovića: “Bolesti spavanja - dijagnostika i lečenje”, “Shizofrenija - bolest duše i/ili tela”, “Psihomotorna rehabilitacija u psihijatriji” (VILAN metoda), “Restaurativna psihijatrija 1 i 2”, “Svest, spavanje, snovi ’99”,  “Psihomotorni razvoj” (sa V. Ilanković)  i  “Neuropsihijatrija 2013. (u pripremi za štampu).
Stalni recenzent prestižnih svetskih naučnih časopisa: British Journal of Psychiatry, Schizophrenia Research, American Journal of Psychiatry, Journal of World Federation of Biological Psychiatry, Fertil and Steril, Aerospace Medicine, itd.

## Članstvo u profesionalnim udruženjima
- Predsednik Udruženja neuropsihijatara Jugoslavije odnosno Srbije i Crne Gore (JUNEP, osnovano 2002), Udruženja za biološku psihijatriju SCG
- Predsednik i osnivač Udruženja neuropsihijatara Srbije
- Predsednik Sekcije za EEG i kliničku neurofiziologiju SLD
- Član Predsedništva SLD i Predsedništva Udruženja neurofiziologa Jugoslavije
- Član izdavačkog saveta časopisa za psihijatriju "Engrami"
- Član Psihijatrijske sekcije SLD
- Počasni član Srpskog hipnološkog društva i Društva za biološku psihijatriju Srbije
- Član Njujorške akademije nauka (NYAS)
- Član Američkog udruženja psihijatara (APA)
- Član Američke akademije za medicinu spavanja (AASM)
- Član Kanadskog udruženja psihijatara (CPA)
- Član Američkog koledža za angiologiju (FACA)
- Član Britanskog udruženja za neuropsihijatriju (BNPA)
- Član Britanskog udruženja za psihijatriju (Royal College of Psychiatry RCPsych)
- Član Sekcija za Shizofreniju, Psihofiziologiju i Imunopsihijatriju Svetskog udruženja psihijatara (WPA)
- Član Američkog biografskog instituta (FABI)
- Član CINP-a (Collegium Internationale NeuroPsychopharmacologicum)
- Ambasador CINP-a za Srbiju i Crnu Goru
- Član Mediteranskog Medicinskog Društva
- Član Nemačkog udruženja neurologa i psihijatara
- Član Nemačkog EEG društva
- Član Izraelskog društva za biološku psihijatriju
- Član Svetske asocijacije za istraživanje bioloških ritmova (SLTBR)
- Član Evropske Akademije za istraživanje Epilepsije (EUREPA)
- Član Internacionalnog Neuropsihijatrijskog udruženja (INA)
- Član Svetske federacije udruženja za biološku psihijatriju (WFSBP)
- Inicijator i glavni koordinator elektronske Evropske NeuroPsihijatrijske Mreže (ENPN)
- Osnivač Evropske akademije za eksperte u psihijatriji i neuropsihijatriji (2012) zajedno sa Prof.dr H.J. Moeller-om, Prof.dr Wolfgangom Gaebel-om, Prof.dr Norbertom Muellerom i Prof.dr Peterom Falkai-em  sa sedištem u Minhenu.

## Stručno usavršavanje
- 1980. i 1981. SR Nemačka  - iz Neuropsihijatrije, Hipnologije, Psihosomatike, Psihofiziologije - na Neurološkoj i Neurohirurškoj klinici Westend - mentor Prof. Kubitzky, na Univerzitetskoj psihijatrijskoj klinici Frei Univerziteta u Berlinu (mentor Prof. Helmchen), Klinici za psihosomatske bolesti u Rintelnu/Hannover (mentor Prof. W. Dogs) i Centru za hronomedicinu Ludwig Maximillian Univerziteta u Wuerzburgu (mentor Doc. Uroš Jovanović)
- 1986. i 1987. SAD - iz Biološke psihijatrije, Kliničke Neurofiziologije, Hronomedicine i Epileptologije - na Albert Einstein College u New Yorku (mentor Prof. Hermann Van Praag), u Bethesdi/Washington DC na Nacionalnom institutu za mentalno zdravlje (NIMH) - mentor Dr Robert Post i na Nacionalnom institutu za neurološke bolesti (NINDS) - mentori Dr Roger Porter i Susumi Sato, u Laboratoriji za neurobiologiju Univerziteta George Washington - mentor Dr Daniel Weinberger, zatim u Centru za hronomedicinu, psihofiziologiju i neuropsihofarmakologiju Veteranske administracije (WA) i Univerziteta Južna Kalifornija u San Diegu (La Hoja) - mentori Prof. Chris Gillin i Prof. D. F. Kripke
- 1987. Nemačka – neurofiziologija, neurorehabilitacija, klinička psihijatrija, bioločka psihijatrija, psihofarmakologija, epileptologija i hipnologija - na Univerzitetskoj psihijatrijskoj klinici i Institutu za psihijatriju Max Planck u Minhenu - mentori Prof. Hans Hippius, Prof. Johann Kugler i dr Hartmuth Schulz, kao i na Klinici za neurotraume, neurorehabilitaciju i neuropsihologiju Minhen-Bogenhausen - mentor Prof. Von Cramon.
- 1987. Austrija - neurologija, neurotraumatologija, poremećaji svesti (apalicni sindromi), EEG trend-monitoring - na  Univerzitetskoj neurološkoj klinici u Innsbrucku - mentor Prof.dr Franz Gaerstenbrand i Prof. Hans Hinterhuber.
- 1990. Švajcarska - Gost profesor (Hronomedicina: Spavanje-Depresija-Terapija svetlom, Polisomnografija) na Univerzitetskoj psihijatrijskoj klinici u Bazelu (PUK) - direktor Prof. Walter Poeldinger, mentor Prof. Anna Wirtz-Justize.
- 1989, 1992, 1995, 2005, 2006, 2008 Nemačka - Gost Profesor (Neuropsihijatrija, Biološka psihijatrija, Poremećaji spavanja, Epilepsije, Imunopsihijatrija) - Univerzitetska psihijatrijska klinika LMU, Neurološka i Neurohirurška klinika Grosshadern  Ludwig Maximillian Univerziteta u Minhenu, Nemačka - domaćini Prof. Hans-Juergen Moeller, Prof. Norbert Mueller, Prof. Rolph Engel, Prof. E. Meisenzahl, Prof. Danek, Prof. Winkler, Dr Noachtar.
- 2003, 2004, 2005,2006, 2007, 2008. SAD - New York, San Francisco, Atlanta, Washington DC, Chicago (Američko udruženje psihijatara - APA godišnji skupovi i Collegium Internationale NeuroPsychopharmacologicum CINP
- 2004, 2005, 2006, 2007. i 2009.  London, V. Britanija - Gost profesor i predavač po pozivu u tri navrata (Britansko neuropsihijatrijsko udruženje –BNPA) i na Institutu za psihijatriju, Kings College. Domaćini: Prof.dr Michael Trimble i Prof. Anthony David.
- 2011, 2012. i 2013. Minhen, Nemačka – Gost profesor na Univerzitetskoj psihijatrijskoj klinici (domaćini: Prof. Hans-Juergen Moeller i Prof. Peter Falkai) i učesnik međunarodnog projekta iz Psihoimunologije (rukovodilac Prof. Norbert Mueller).